# Negima! Magister Negi Magi
 "Negima!" og "Negima" omdirigeres hertil. For spin-off serien, se Negima!?.
Negima! Magister Negi Magi, kendt i Japan som Magical Teacher Negima! (魔法 先生 ネギま! Mahō Sensei Negima!), er en manga- og animeserie af Ken Akamatsu (kendt for bestselleren Love Hina). Mangaen bliver i øjeblikket udgivet af Kodansha, i serieform i Shōnen Magazine, i Japan. Del Rey Manga udgiver den engelske oversættelse i USA og Canada. I England bliver den udgivet af Tanoshimi.
Anime'en, der blev vist på tv i første halvdel af 2005, er produceret af Xebec og udgivet i USA af Funimation Entertainment. Yderligerer to OVA'er blev udgivet, produceret af Shaft og GANSIS, der også stod bag en alternativ fortælling af serien, kendt som Negima!. Det tredje set af OVA'er, kaldet Mahō Sensei Negima!: Shiroki Tsubasa Ala Alba, blev udgivet sammen med Mahō Sensei Negima! afsnit 23, 24 og 25, og dækker over kapitel 176 til 183 af den originale manga. Det fjerde OVA-sæt dækker Journey to Magic World aktet, og bliver udgivet sammen med den originale manga, startende med bind 27 den 17. september 2009.